# San Lorenzo (San Marcos)
San Lorenzo ist eine Gemeinde im Departamento San Marcos in Guatemala. In dem 25 km² großen Gemeindegebiet leben etwa 9000 Menschen, davon ein Großteil in San Lorenzo, die Übrigen in zwölf kleineren Ortschaften und Weilern.

## Lage
San Lorenzo liegt 23 km nordöstlich der Departaments-Hauptstadt San Marcos und 275 km nordwestlich von Guatemala-Stadt unweit des Tajumulco auf etwa 2600 m Höhe. Das Klima in San Lorenzo ist kalt. Man erreicht den Ort von San Marcos aus über La Grandeza auf einer asphaltierten Straße.

## Wirtschaft
San Lorenzo liegt in einem sehr fruchtbaren Gebiet, weswegen die Landwirtschaft recht gut entwickelt ist. Touristisch ist der Ort von Bedeutung, weil hier einer der bedeutendsten Präsidenten Guatemalas, Justo Rufino Barrios Auyón, geboren wurde. In seinem Geburtshaus, heute Nationaldenkmal, befindet sich ein sehenswertes Museum.

## Geschichte
San Lorenzo wurde zwischen 1690 und 1700 von aus Spanien eingewanderten Familien gegründet und 1812 Verwaltungssitz des gleichnamigen Municipios.